# Spółka cywilna
Spółka cywilna (s.c.), także spółka prawa cywilnego – jeden z rodzajów umów znanych polskiemu prawu cywilnemu.

## Charakter prawny
W odróżnieniu od spółek prawa handlowego spółka cywilna nie posiada osobowości prawnej, nie stanowi jednostki organizacyjnej posiadającej podmiotowość prawną jak spółki osobowe, lecz jest konstrukcją regulowaną przez prawo zobowiązań (art. 860-875 Kodeksu cywilnego). Nie stanowi więc samodzielnego podmiotu prawa, podmiotami prawa pozostają wspólnicy spółki cywilnej. W związku z tym spółka cywilna nie ma własnego mienia – nabywane prawa i zaciągane zobowiązania wchodzą do wspólnego majątku wspólników, stanowiącego ich współwłasność (wspólność) łączną. Także wspólnicy, nie spółka, prowadzą ewentualne przedsiębiorstwo, które podlega rejestracji w Centralnej Ewidencji i Informacji o Działalności Gospodarczej. To wspólnicy są przedsiębiorcami i to oni mają firmy (oznaczenia indywidualizujące przedsiębiorcę). Spółka cywilna nie może mieć firmy.
Zawierając umowę, wspólnicy zobowiązują się dążyć do osiągnięcia wspólnego celu gospodarczego, w sposób oznaczony, w szczególności poprzez wniesienie wkładu, przy czym nie musi to być działalność zarobkowa – dopuszczalne jest np. powołanie spółki w celu wspólnej budowy drogi. Umowa spółki powinna zostać zawarta na piśmie dla celów dowodowych (ad probationem). Istotą spółki cywilnej jest stałość jej składu osobowego, wobec czego wspólnik nie może rozporządzać udziałem w majątku wspólnym ani w jego składnikach (przynajmniej do rozwiązania spółki), utrudnione jest także wystąpienie ze spółki.
Spółka cywilna może być pracodawcą. W sprawach z zakresu prawa pracy ma zdolność sądową i zdolność procesową.

## Reprezentowanie i umocowanie wspólników
Każdy ze wspólników jest zarówno zobowiązany, jak i uprawniony do prowadzenia spraw spółki. W czynnościach zwykłego zarządu, do momentu, kiedy nie ma sprzeciwu chociaż jednego ze wspólników, nie potrzeba uchwały. Każdy może wykonać czynność nagłą, gdyby niewykonanie jej mogło narazić spółkę na niepowetowane straty. Wspólnik jest umocowany do reprezentowania spraw spółki w zakresie, w jakim jest upoważniony do prowadzenia jej spraw.
Do osiągnięcia celu spółki zazwyczaj niezbędne jest utworzenie majątku wspólnego, który powstaje z praw wniesionych w postaci wkładów (wniesienie własności rzeczy lub prawa ich używania) oraz z usług wspólników. Domniemywa się, że wkłady wspólników są równe. Za zobowiązania zaciągnięte w związku z działalnością spółki wspólnicy odpowiadają solidarnie zarówno majątkiem wspólnym, jak i majątkiem indywidualnym. Prawo do udziału w zyskach i obowiązek pokrywania strat mają wszyscy wspólnicy; może on, choć nie musi, zostać skorelowany z wysokością wkładów. Jeżeli zatem umowa nie stanowi inaczej, domniemywa się, że udział w zyskach i stratach jest równy. Obowiązek pokrywania strat można wyłączyć w umowie, lecz nie wolno wykluczyć wspólnika od udziału w zyskach (zobacz spółka lwia).

## Wypowiedzenie wkładu
Jeżeli umowa zawarta była na okres nieoznaczony, wspólnik może ze spółki wystąpić poprzez wypowiedzenie swojego wkładu na 3 miesiące przed końcem roku obrachunkowego. Z ważnych powodów wspólnik nie musi zachowywać terminu, w tej sytuacji może wypowiedzieć udział nawet w spółce zawartej na czas oznaczony. Przy wypowiedzeniu wkładu, pozostali wspólnicy zobowiązani są do zwrotu wkładów: w naturze rzeczy oddane do używania, a w pieniądzu sumę wkładu oznaczoną w umowie, a w braku takiego zastrzeżenia – wartość wkładu w chwili wniesienia. Dodatkowo wylicza się i wypłaca wartość w majątku spółki, w jakim uczestniczył w zyskach.
Wypowiedzieć udział wspólnika może również jego wierzyciel. Warunki, jakie musi spełnić, aby takie wypowiedzenie było możliwe to:
- bezskuteczna egzekucja w ciągu ostatnich 6 miesięcy, prowadzona z ruchomości,
- jest to wierzyciel osobisty,
- uzyskał zajęcie praw przysługujących wspólnikowi na wypadek wystąpienia ze spółki lub wypowiedzenia udziału.

Termin wypowiedzenia dla wierzyciela osobistego wynosi 3 miesiące, ale jeżeli umowa przewidywała krótszy, to może zostać tu zastosowany.

## Rozwiązanie spółki
Spółka z ważnych powodów może zostać rozwiązana przez sąd na żądanie każdego ze wspólników. W takim przypadku spółka ulega rozwiązaniu z dniem ogłoszenia upadłości wspólnika. Po rozwiązaniu stosuje się odpowiednio przepisy o współwłasności w częściach ułamkowych. Z modyfikacjami: po spłacie długów zwraca się wspólnikom wkłady, a pozostałą część majątku dzieli się według ich udziału w zyskach.
Do dnia 8 stycznia 2009 roku (dzień wejścia w życie nowelizacji Kodeksu spółek handlowych) istniał obowiązek przekształcenia spółki cywilnej w spółkę jawną. Mianowicie, jeżeli w każdym z dwóch kolejnych lat obrotowych przychody wspólników spółki cywilnej przekraczały sumę, z którą odrębne przepisy wiązały obowiązek rozpoczęcia prowadzenia ksiąg rachunkowych (rachunkowość; była to początkowo równowartość 400 tys., potem 800 tys., wreszcie 1,2 mln euro), spółka podlegała wpisowi do rejestru przedsiębiorców Krajowego Rejestru Sądowego. Jednocześnie wspólnicy spółki cywilnej zostawali wykreśleni z właściwej Ewidencji Działalności Gospodarczej. Jako że realizacja tego obowiązku była trudna do wyegzekwowania, ustawodawca z niego zrezygnował. Przekształcenie takie (podobnie jak przekształcenie w każdą inną spółkę handlową) jest jednak w dalszym ciągu możliwe, pozostawiono je jednak fakultatywnej woli wspólników.

## Spółka cywilna a konsorcjum
W polskiej literaturze prawniczej sporny jest charakter prawny umowy konsorcjalnej i jej stosunek do umowy spółki cywilnej. Wedle dominującego podejścia, konsorcjum to odmienna od spółki cywilnej forma współdziałania podejmowanego między gospodarczo niezależnymi podmiotami prowadzącymi już działalność, w celu realizacji określonego przedsięwzięcia stanowiącego wycinek regularnej działalności tych podmiotów, oparta na umowie nienazwanej i cechująca się przejściowym charakterem, minimalizacją zinstytucjonalizowania, brakiem wyodrębnionego majątku, koniecznością sprecyzowania sposobu uczestnictwa stron we wspólnym przedsięwzięciu oraz brakiem intencji powołania wspólnoty o częściowo własnych interesach (spółki jako takiej).
W myśl tej koncepcji, mimo bardzo szerokiej formuły spółki cywilnej przewidzianej dla podmiotów zobowiązujących się do współdziałania w oznaczony sposób dla realizacji wspólnego celu gospodarczego (co jest elementem wspólnym dla obu typów umów) umowa spółki nie wyczerpuje wszystkich form współdziałania i nie jest uprawniona automatyczna kwalifikacja umów konsorcjalnych jako umów spółki cywilnej (w tym jako „nietypowych” umów spółki).